# Andalusien-Rundfahrt 2006
Die 52. Andalusien-Rundfahrt fand vom 12. bis 16. Februar 2006 statt. Das Radrennen wurde in fünf Etappen über eine Distanz von 827 Kilometern ausgetragen.

## Etappen
| Etappe    | Tag         | Start – Ziel                | km  | Etappensieger          | Führender             |
| --------- | ----------- | --------------------------- | --- | ---------------------- | --------------------- |
| 1. Etappe | 12. Februar | Antequera – O.S. Clara Golf | 161 | Adolfo García Quesada  |                       |
| 2. Etappe | 13. Februar | La Guardia de Jaén – Jaén   | 157 | Manuel Lloret Zaragozi |                       |
| 3. Etappe | 14. Februar | Cabra – Córdoba             | 175 | Alessandro Petacchi    |                       |
| 4. Etappe | 15. Februar | Ecija – Ronda               | 162 | Alessandro Petacchi    | Carlos García Quesada |
| 5. Etappe | 16. Februar | Olvera – Sevilla            | 172 | Tom Boonen             | Carlos García Quesada |